# Syed Faruque Rahman
Syed Faruque Rahman foi um assassino e enforcado em 28 de janeiro de 2010 junto com outros assassinos Sultão Shahriar Rashid Khan, A.K.M. Mohiuddin Ahmed, Mohiuddin Ahmed e Mohammad Bazlul Huda na Cadeia Central de Daca, Old Dhaka, pelas acusações de assassinato de Bangabandhu Sheikh Mujibur Rahman, o fundador e primeiro presidente de Bangladesh. Sayed Faruque Rahman e seu aliado Kahandaker Abdur Rashid foram os principais organizadores do assassinato de Bangabandhu Sheikh Mujibur Rahman em 15 de agosto de 1975. Ele foi o segundo comando do 1º Regimento de Lanceiros de Bengala do Exército de Bangladesh, que liderou um grupo de Oficiais Júnior do Exército a fim de derrubar o então regime de Bangabandhu Sheikh Mujibur Rahman e instalar Khondaker Mushtaque Ahmed como Presidente de Bangladesh.

## Carreira
Em 1974, Rahman foi encarregado de recuperar armas em Demra, distrito de Munshiganj, distrito de Narayanganj e distrito de Narsingdi. Ele experimentou algumas coisas que o tornaram crítico do governo da Liga Awami de Bangladesh. Em 1975, Rahman era Major do Exército de Bangladesh. Ele falou contra o xeique Mujibur Rahman a seus colegas oficiais do Exército. Ele também disse a eles que o xeique Mujibur Rahman daria Bangladesh à Índia e que o xeique Mujibur Rahman estabeleceria uma monarquia em Bangladesh. Ele e o major Sultão Shahriar Rashid Khan discutiram maneiras de remover o Sheikh Mujibur Rahman do poder e pediram apoio ao Brigadeiro General Ziaur Rahman. Zia expressou sua incapacidade de apoiá-los. Zia pediu que fizessem o que achavam necessário. Eles foram apoiados secretamente pelo ministro sênior do gabinete, Khondaker Mushtaque Ahmed, que foi apresentado a Rahman pelo major Khandaker Abdur Rashid. Em 12 de agosto de 1975, ele discutiu os planos com seus colegas oficiais em sua festa de aniversário de casamento no Officers Club, Daca. Lá, os oficiais concluíram o dia 15 de agosto de 1975 como o dia em que lançariam o golpe.
Em 14 de agosto de 1975, Syed Faruque Rahman conheceu o capitão Abdul Aziz Pasha, o capitão Bazlul Huda, o major Khandaker Abdur Rashid, o major Shariful Haque Dalim, o major S.H.M.B Noor Chowdhury, o major Sultão Shahriar Rashid Khan, o major Rashed Chowdhury e outro oficial se reuniram em seu escritório para finalizar o plano. De acordo com o plano, Rahman comandou os tanques dos Lanceiros de Bengala. O xeique Mujibur Rahman foi morto em sua casa pelo capitão Bazlul Huda e pelo major Noor em 15 de agosto de 1975. Imediatamente após o assassinato, os oficiais se encontraram no escritório de Bangladesh Betar, e instalaram Khondakar Mushtaque Ahmed como o novo presidente de Bangladesh.
Rahman foi promovido ao posto de tenente-coronel e ocupou uma posição de poder no novo regime até ser derrubado em um contra-golpe por oficiais pró-Mujib liderados pelo Maj. Gen. Khaled Mosharraf, que expulsou Khondakar Mushtaque. No entanto, o golpe de 7 de novembro de 1975 contra o Mosharraf pelo tenente-coronel Abu Taher trouxe o Maj. Gen. Ziaur Rahman ao poder. Ziaur Rahman foi libertado pelo major Mohiuddin Ahmed. Depois de assumir o poder, Ziaur Rahman nomeou os assassinos do corpo diplomático em cargos estrangeiros, com exceção de Syed Faruque Rahman e o sultão Shahriar Rashid Khan recusou-se a aceitar os cargos diplomáticos. Em 1979, o parlamento de Bangladesh sob o Partido Nacionalista de Bangladesh de Ziaur Rahman converteu o decreto de indenização em um ato oficial do parlamento. Faruque Rahman foi demitido do Exército de Bangladesh por seu papel nos motins no acantonamento de Savar e no acantonamento de Bogra e enviado para o exterior. Os assassinos foram retirados do serviço governamental depois de tentarem lançar um golpe contra Ziaur Rahman em 1980.
Após o assassinato de Ziaur Rahman em 1981, Rahman voltou à política ativa fundando o Partido da Liberdade e concorrendo à presidência contra o Tenente-General. Hussain Muhammad Ershad em 1986. Ele manteve laços com a ULFA em Assam, Índia.

### Julgamento e execução
Em 1996, a Liga Awami sob a liderança da filha do xeique Mujibur Rahman, xeique Hasina ganhou as eleições gerais e se tornou a Primeira-Ministra de Bangladesh. Sob a maioria de seu partido, a Lei de Indenização foi revogada e um processo judicial foi iniciado sobre o assassinato de Mujib e sua família. Em agosto de 1996, ele foi preso pela Polícia de Bangladesh. Em 1998, o Tribunal Superior de Daca condenou Syed Faruque Rahman à morte. Após a derrota da Liga Awami nas eleições gerais de 2001, o governo do BNP de Begum Khaleda Zia desacelerou os procedimentos no caso do assassinato de Mujib. Em outubro de 2007, ele entrou com um recurso na Suprema Corte de Bangladesh. Depois que xeique Hasina voltou ao poder em 2009, o processo judicial foi reiniciado. Depois que o pedido de clemência de Rahman foi negado pela Suprema Corte de Bangladesh, ele foi executado junto com outros conspiradores em 28 de janeiro de 2010.

## Vida pessoal
O filho de Rahman, Syed Tareq Rahman, é um líder do Partido da Liberdade fundado por ele.